# アンナ (AV女優)
アンナ（2000年9月5日 - ）は、日本の元AV女優、ヌードモデル。

## 経歴
日本とロシアのハイブリッド女優として2021年6月にデビュー。コスメや美容情報を探していたら、TwitterでAV女優である梓ヒカリのツイートが流れてきたことから梓の所属するAV事務所・ボディコーポレーションの門をたたく。
デビュー作は2021年9月27日週、10月4日週のFANZAレンタルフロア週間AVランキングで1位となった。
2021年12月1日、所属事務所をボディコーポレーションからティーパワーズに移籍したことをTwitterで発表。同時にSODstarを卒業する。光文社『FLASH』発表の2021年セクシー女優ランキング第29位。
2022年1月15日、同年2月に予定される撮影での業界引退をツイート。同年4月の発売分で引退となる。
2025年5月17日、AV復帰する旨をSNSに投稿した。

## 人物
- 趣味は美容。美術鑑賞。特技は長く習ってきたクラシックバレエ[10]。AV女優以前の職はUSJのクルー[3]。
- 年上の男性が好きで、上は80歳くらいまで恋愛対象とインタビューで語っている[1]。
- 同名の有名人が多数いるため、「アンナといえば私の顔を想像していただけるのが理想です」と答えている[11]。
- 下の毛は撮影前にワックス脱毛をしている[12]。

## 作品

### アダルトビデオ
2021年
- 感動するカラダ　アンナ　AV DEBUT（6月24日、SODクリエイト）
- 開脚軟体バレリーナと、変則変態的なデカチン奥刺し3本番。 アンナ（7月22日、SODクリエイト）
- イキ潮ぶちまけ大放出!35発超 潮吹きMAX大大大絶頂!アンナ ※注)真っ白い肌がピンク色に紅潮していく姿をじっくりお見せ致します!（8月26日、SODクリエイト）
- ドバドバ精子垂れ流し無限昇天イメクラエステ3時間5コーナー アンナ（9月23日、SODクリエイト）
- 最高なロシアハーフの愛人(19)と朝までイチャイチャ交わり合う出張不倫お泊りデート。 アンナ（10月21日、SODクリエイト）
- いいなり温泉旅行 アンナ（11月25日、SODクリエイト）

2022年
- 解禁 芸術シルクボディロシアハーフ美少女 初めてのナマ中出し（3月22日、本中）
- コンドームが破れてまさかの生ハメ！超加速するピストンで何度も中出し！（4月5日、ワンズファクトリー）
- 助けたウサギが恩返しにやって来た！爆乳逆バニー（4月19日、OPPAI）

### 配信のみ
2021年
- 【VR】教え子アンナちゃん(ロシアハーフ)と、バレエ教室終わりにラブホで純愛。（6月21日、SODクリエイト）
- 凛花(18)（7月7日、Imagine）
- AN(20)（8月5日、Imagine）
- 【VR】潮浴びVR 体液大好き!唾飲ませ!顔面潮吹き!ド迫力ダイレクト潮浴びスペシャル!! 小倉由菜 本庄鈴 朝田ひまり アンナ ちゃんよた。（11月4日、SODクリエイト）
- リアナ(20)（11月15日、Imagine）
- 【一期一会】最初で最後一回だけのSEX 人妻ヘルパー・人妻・筋トレ女子・ロシアンハーフ（11月15日、SODクリエイト）
- 【VR】【潮浴び×天井特化】童貞の僕に初めて出来た彼女の大開脚跨り潮を浴びまくる! アンナ・20歳（12月16日、SODクリエイト）

### イメージビデオ
- アンナ・カレーニナのように/アンナ（2021年8月23日、INTEC Inc）

### 写真集
- アンナ写真集 惚れる（2021年8月25日、ジーウォーク、撮影：井出眞諭）ISBN 978-4867172124

### デジタル写真集
2021年
- 感動するカラダ　アンナ　AV DEBUT【電子書籍版】（6月24日、SODクリエイト）
- 開脚軟体バレリーナと、変則変態的なデカチン奥刺し3本番。 アンナ【電子書籍版】（7月22日、SODクリエイト）
- イキ潮ぶちまけ大放出!35発超 潮吹きMAX大大大絶頂!アンナ ※注)真っ白い肌がピンク色に紅潮していく姿をじっくりお見せ致します!【電子書籍版】（8月26日、SODクリエイト）
- ドバドバ精子垂れ流し無限昇天イメクラエステ3時間5コーナー アンナ【電子書籍版】（9月23日、SODクリエイト）
- ロシアハーフ美女　アンナ　全裸バレリーナ（9月27日、小学館、撮影：鈴木ゴータ）
- 最高なロシアハーフの愛人(19)と朝までイチャイチャ交わり合う出張不倫お泊りデート。 アンナ【電子書籍版】（10月21日、SODクリエイト）
- いいなり温泉旅行 アンナ【電子書籍版】（11月25日、SODクリエイト）